# Cortana (software)
Cortana era un software di assistenza e riconoscimento vocale sviluppato da Microsoft per i sistemi operativi di Windows Phone, Windows 10 e Windows 11.

## Storia
Il software è stato illustrato per la prima volta da Joe Belfiore il 2 aprile 2014 alla BUILD a San Francisco in occasione della presentazione di Windows Phone 8.1, prima versione della famiglia a integrarlo. Come dichiarato dallo stesso Belfiore, riprende il nome dall'omonimo personaggio della serie di videogiochi per Xbox Halo.
Nel 2023 l'assistente vocale è stato dismesso, con la sostituzione di Microsoft Copilot

## Funzioni

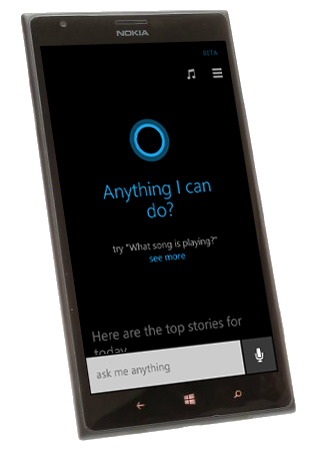
Esempio di Cortana su Windows Phone

Cortana permetteva agli utilizzatori di interagire in linguaggio naturale per eseguire operazioni come conversazioni, invio di SMS, impostazione di promemoria, abilitare e disabilitare funzionalità del telefono o del PC e ottenere informazioni in Internet (meteo, indicazioni stradali, numeri di telefono, dati inerenti spettacoli al cinema...). In aggiunta, l'assistente personale forniva notifiche proattive in merito a imminenti riunioni, traffico o notizie di interesse dell'utente.
L'assistente Microsoft offriva diverse funzioni, come i suoi "colleghi" Siri e Google Assistant.

### Promemoria
Con Cortana era possibile creare dei promemoria basandosi su diversi dati: data, ora, ma anche il luogo in cui trovarsi perché ci venisse ricordato un impegno. Era inoltre possibile creare dei promemoria che si attivavano quando si chiamava la persona desiderata.

### Interessi
Cortana, all'avvio, permetteva di mostrare argomenti di interesse all'utente. Questi interessi potevano essere scelti e modificati in ogni momento.

### Comandi
Era possibile chiedere a Cortana di eseguire diverse azioni, fra cui mandare messaggi (sia da PC, utilizzando indirettamente il cellulare, sia da smartphone), salvare promemoria, avviare chiamate (anche in vivavoce), spostare un impegno sul calendario, impostare sveglie e altri comandi ancora.

### Svago
Infine a Cortana si potevano rivolgere domande e richieste simili a quelle che si sarebbero potute rivolgere a persone in carne e ossa. Ad esempio, si poteva richiedere a Cortana di cantare una canzone, raccontare una barzelletta. Oppure si poteva semplicemente chiederle: "Come va?" e altre domande di tipo ricreativo.

## Lingue supportate

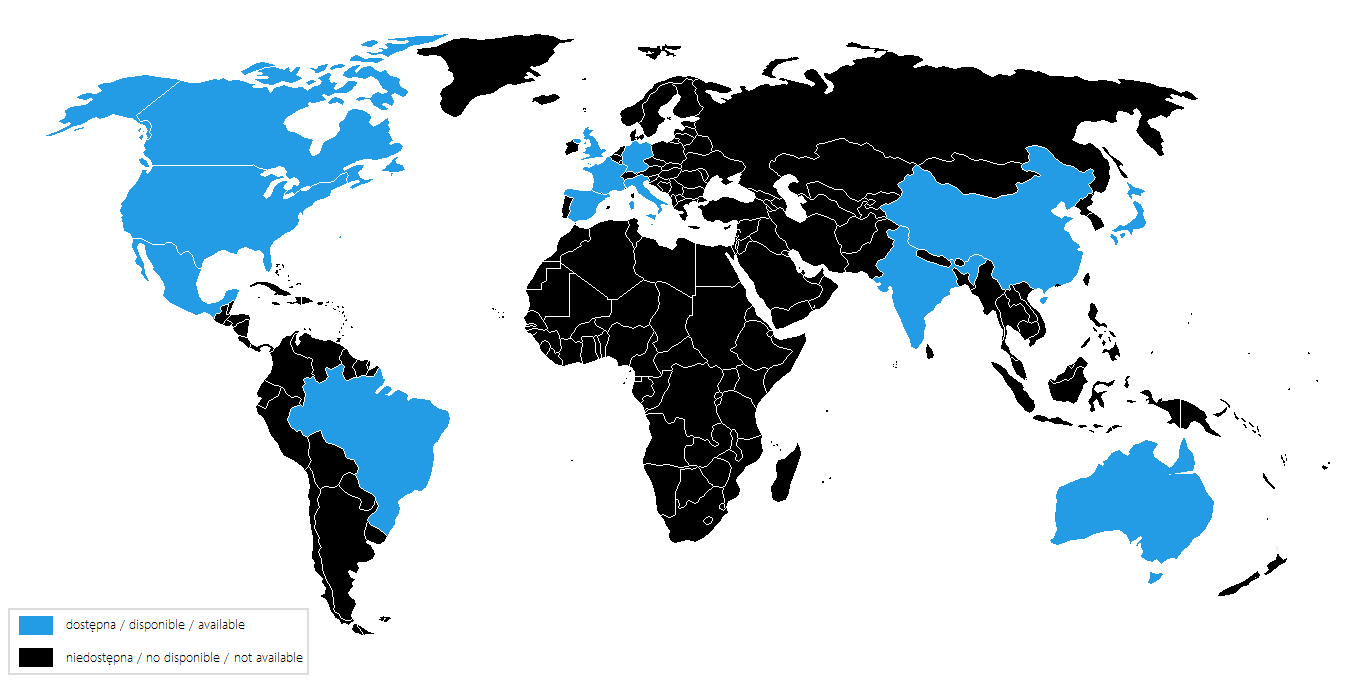
Diffusione di Cortana nel mondo

Le prime lingue pubblicate sono state inglese e cinese. Il supporto per la lingua italiana era atteso per inizio 2015, ma tra il 5 e il 6 dicembre 2014 Microsoft pubblicò una versione alpha (disponibile inizialmente solo per le persone iscritte alla developer preview di Windows Phone 8.1) anche per italiano, francese, spagnolo e tedesco. Successivamente, a fine dicembre, Cortana venne resa disponibile anche per gli utenti Windows Phone 8.1 non iscritti alla Developer Preview. Una versione alpha fu disponibile in seguito anche per Australia, India e Canada.
La voce italiana di Cortana è stata quella della doppiatrice Donatella Fanfani.